# Lambergové
Lambergové jsou rakouský šlechtický rod připomínaný již od 13. století, ve službách Habsburků dosáhla řada členů rodu vysokého postavení ve státní správě, armádě i církvi. V letech 1641 a 1667 byli povýšeni do hraběcího stavu, v jedné linii jim byl udělen i knížecí titul (1707). Z rodu pocházel pražský arcibiskup Karel z Lamberka, v 17.–20. století patřila různým větvím rodu řada panství v Čechách a na Moravě, nejvýraznější historickou stopu zanechali v Pošumaví, kde jim do roku 1945 patřily rozsáhlé statky v okolí zříceniny hradu Rabí.
Lambergové pocházejí z Dolních Rakous, regionálního významu dosáhli v Kraňsku ve 14. století. V Dolním Rakousku získali v roce 1536 hrad Ottenstein a krátce nato získali panský stav se jménem Lamberg von Ortenegg und Ottenstein. Hrad Ottenstein, později barokně upravený, jim patřil až do druhé světové války. Synové Viléma II. z Lambergu rozdělili rod na tři větve, z nichž dvě vymřely, jediná větev Ortenegg se pak dále štěpila.

## Dějiny rodu

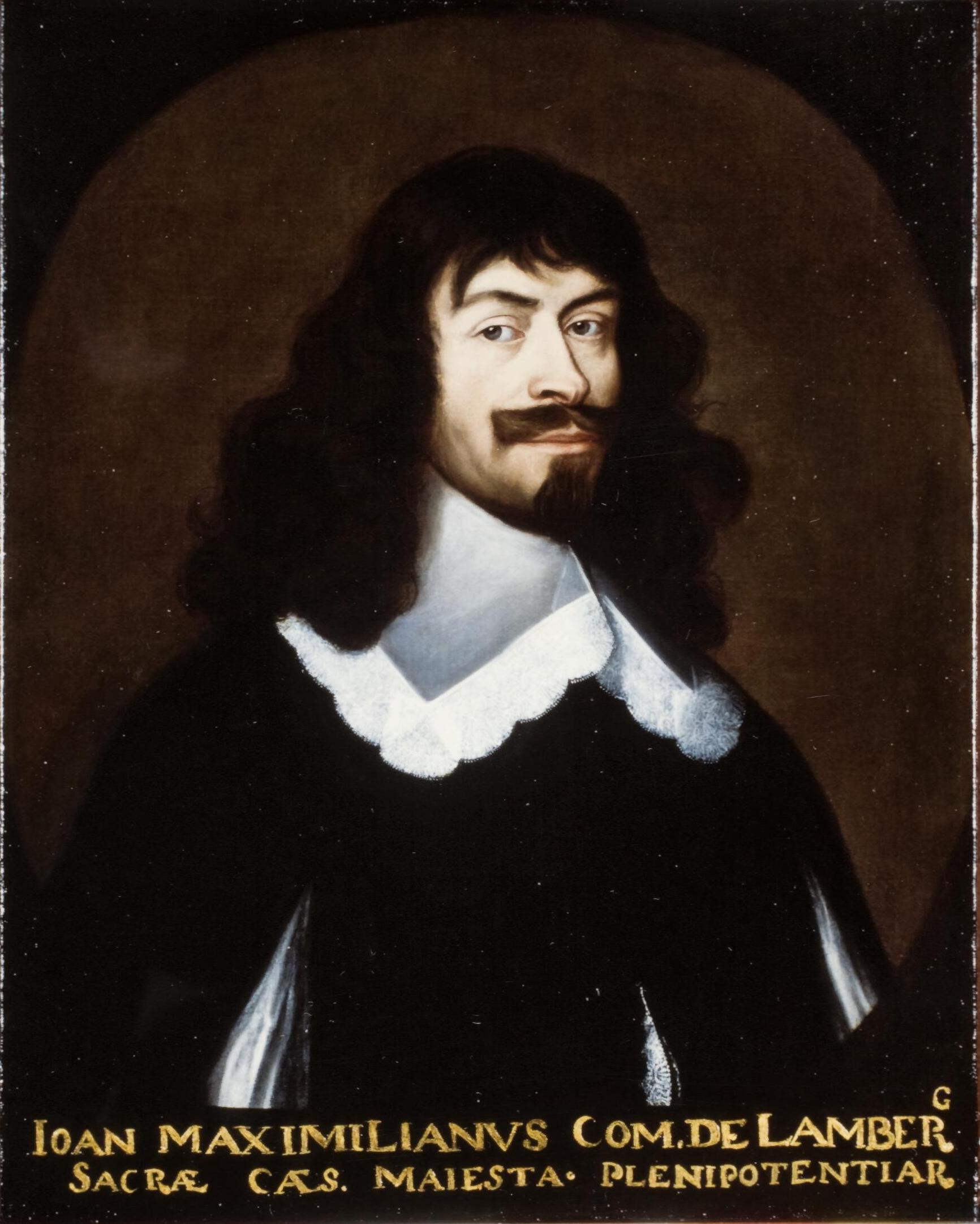
Jan Maxmilián z Lambergu

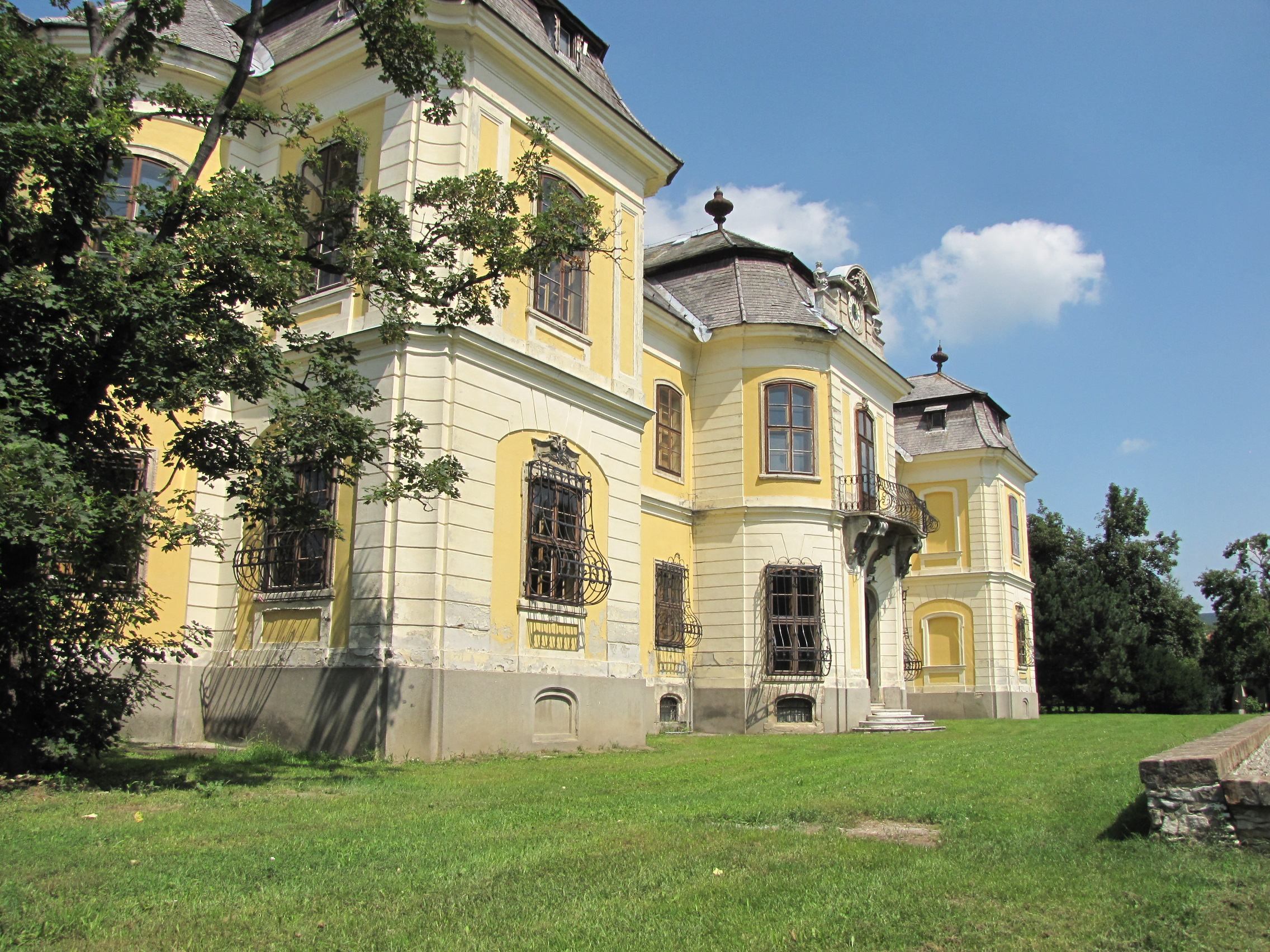
Zámek Mór

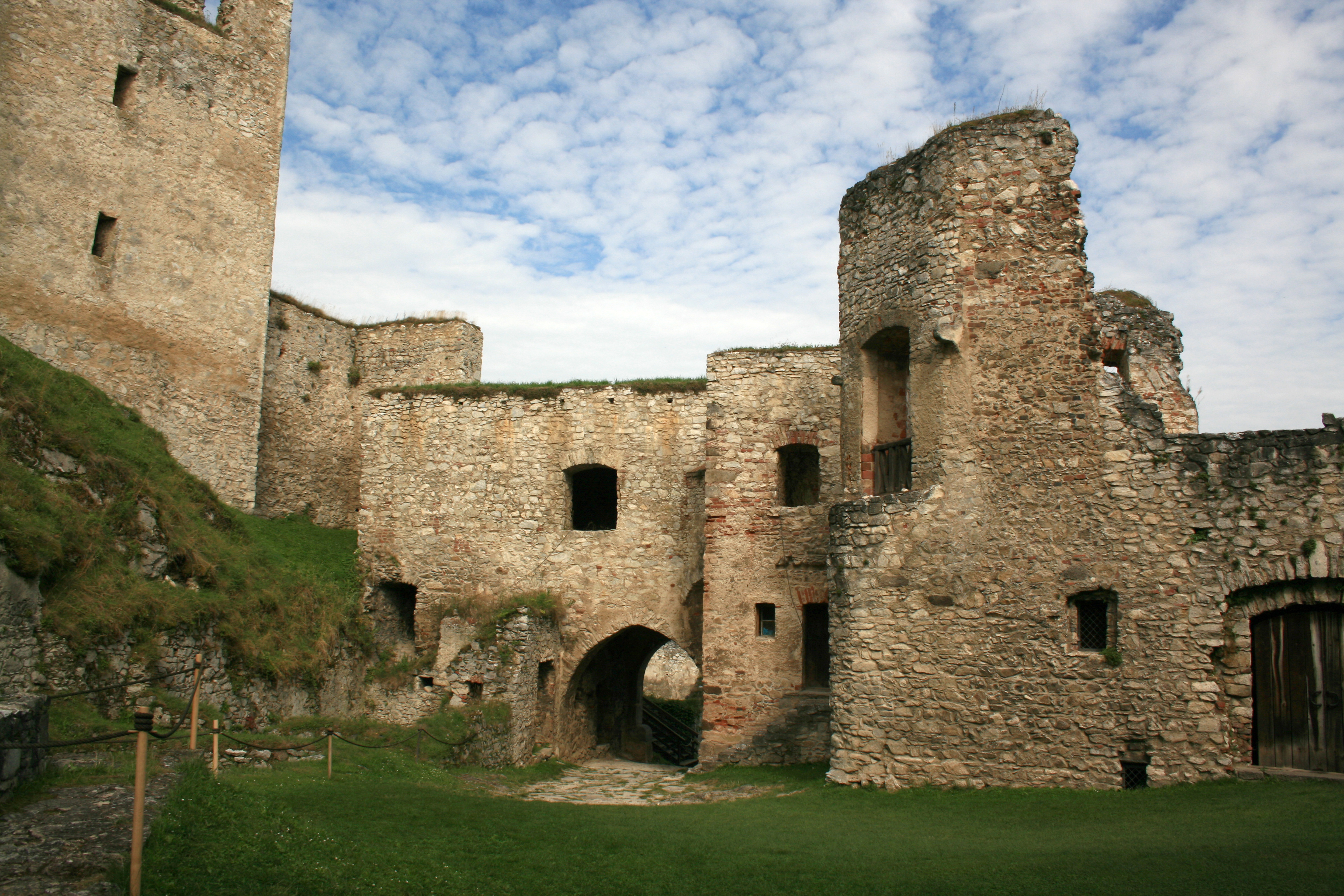
Hrad Rabí

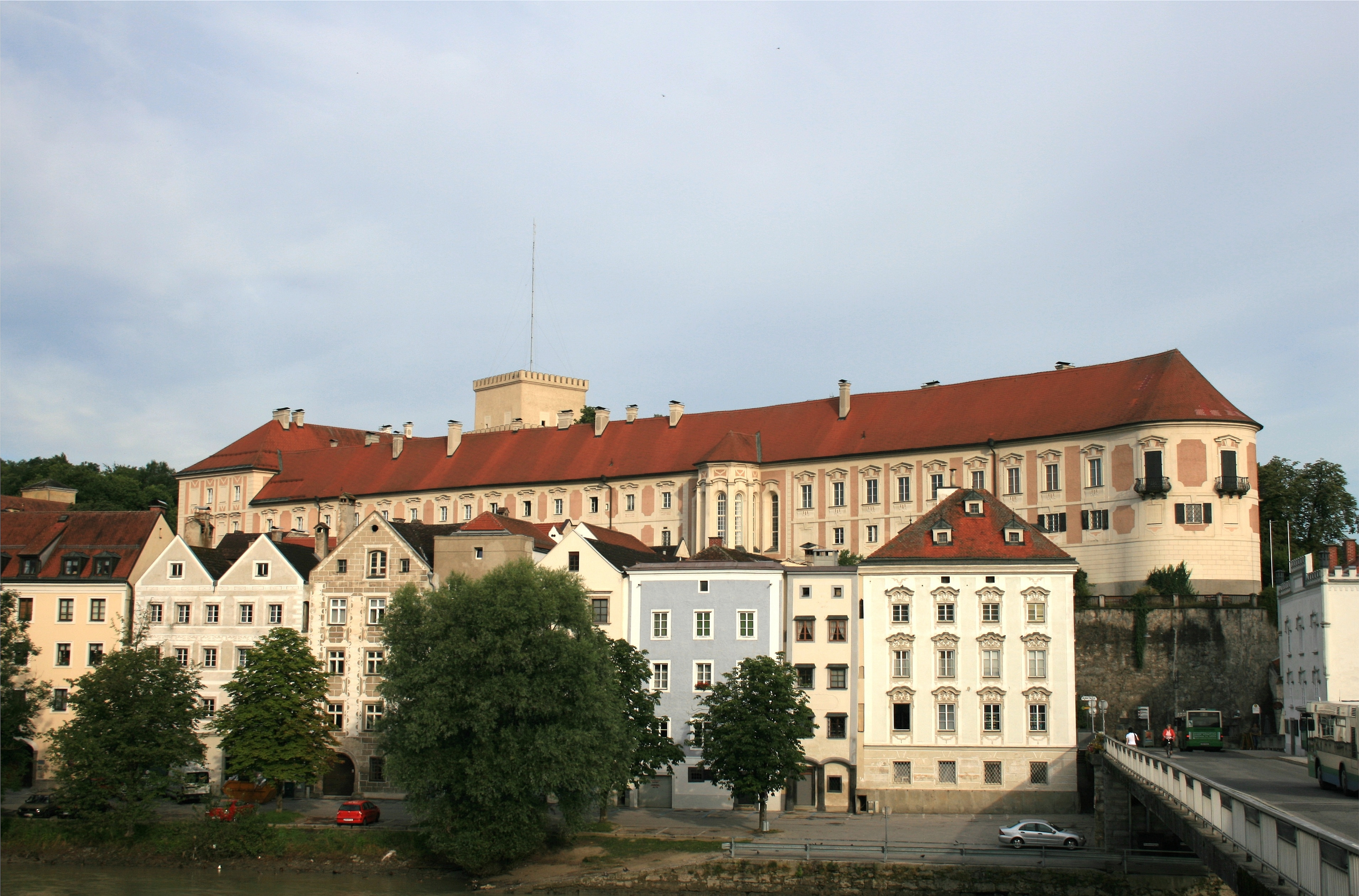
Zámek Lamberg ve Steyru

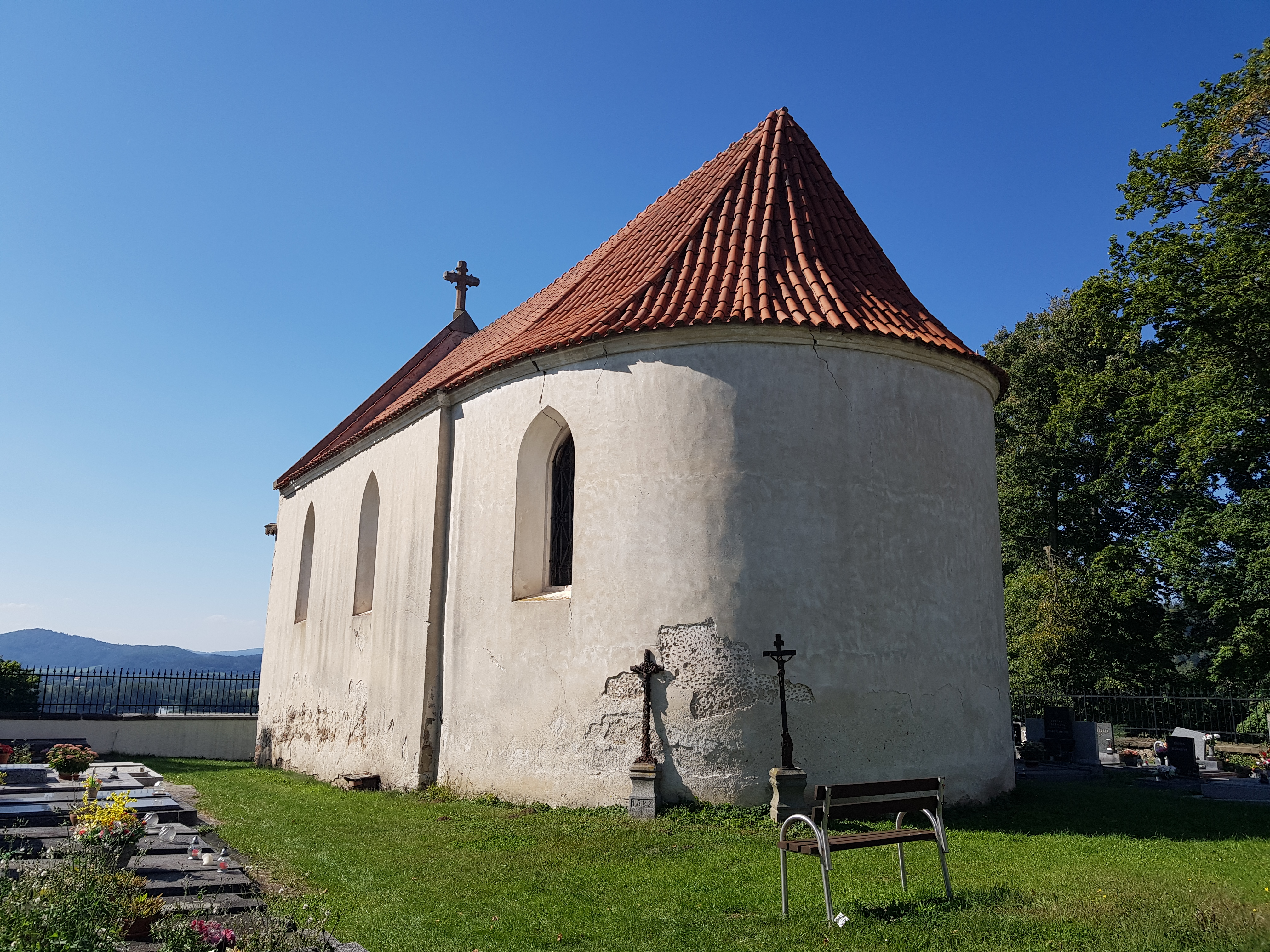
Pohřební kaple sv. Erazima v Nezamyslicích

Do panského stavu byli povýšeni bratři Volfgang (1483–1554), Josef (1489–1554) a Kašpar III. (1492–1548), diplom na titul barona s predikátem z Orteneggu byl vystaven v Praze v roce 1544. Z potomstva Kašpara III. vynikl Jan Maxmilián (1608–1682), významný politik a signatář vestfálského míru, později vyslanec ve Španělsku a nejvyšší císařský hofmistr. V roce 1641 získal hraběcí titul a promyšlenou sňatkovou politikou vytvořil z Lambergů vlivnou dvorskou aristokracii. Jeho nejmladší syn Jan Filip (1651–1712) byl kardinálem, biskupem v Pasově a zakladatelem majetkového zázemí v jihozápadních Čechách. Knížecí titul získal v roce 1707 Leopold Matyáš (1667–1711), který však zemřel bez mužského potomstva. Titul zdědil jeho otec František Josef (1637–1712), v přímé linii byl posledním knížetem vnuk Jan Nepomuk (1737–1797).
Druhý hraběcí titul obdrželi v roce 1667 synové Jana Františka z Lambergu (1618–1666). Z jeho potomstva vynikl jako císařský diplomat Leopold Josef (1654–1706), který byl vyslancem ve Vatikánu a proslul na odiv stavěným bohatstvím. Sňatkem s hraběnkou Kateřinou z Sprinzensteinu (1660–1704) získal rozsáhlé statky v Dolním Rakousku, v oblasti Podyjí poblíž hranic s Moravou. Jeho potomstvo proto také užívalo jméno Lamberg-Sprinzenstein. Hraběnka Kateřina v Římě dostala darem od papeže Klementa XI. ostatky sv. Valentýny, uložené později v Drosendorfu. Jejich syn Karel Josef hrabě Lamberg-Sprinzenstein podnikl vrcholně barokní úpravu paláce ve Vídni, který byl podle něj i později nazýván Palais Lamberg.
Ve větvi Lamberg-Ottenstein se nakonec rod nejdéle udržel v severním Maďarsku, proto se tato větev označuje také jako uherská. Adam František z Lambergu (1678–1731) získal sňatkem panství Mór a zdejší zámek se stal hlavním sídlem. Z uherských Lambergů vzešla také poslední významná osobnost rodu, František Filip z Lambergu (1791–1848). V armádě dosáhl hodnosti polního podmaršála a v roce 1848 byl jmenován vrchním velitelem v Uhrách. Uherský sněm však jeho jmenování neuznal a při příjezdu do Budapešti byl zavražděn.
Lambergům náleželo dědičně několik čestných postů v Kraňsku a Dolních Rakousích. Ve třech liniích v 19. století obdrželi dědičné místo v rakouské panské sněmovně, několik členů rodu získalo Řád zlatého rouna. Kromě již zmíněných sídel byl významným rodinným majetkem zámek Lamberg ve městě Steyr (1666–1938). Někteří členové rakouské linie rodu, kteří sloužili u císařského dvora byli pohřbeni v kapli vídeňského augustiniánského kostela, která je po císařské hrobce nejvýznamnějším pohřebištem dvorské šlechty.

## Lambergové v Čechách a na Moravě

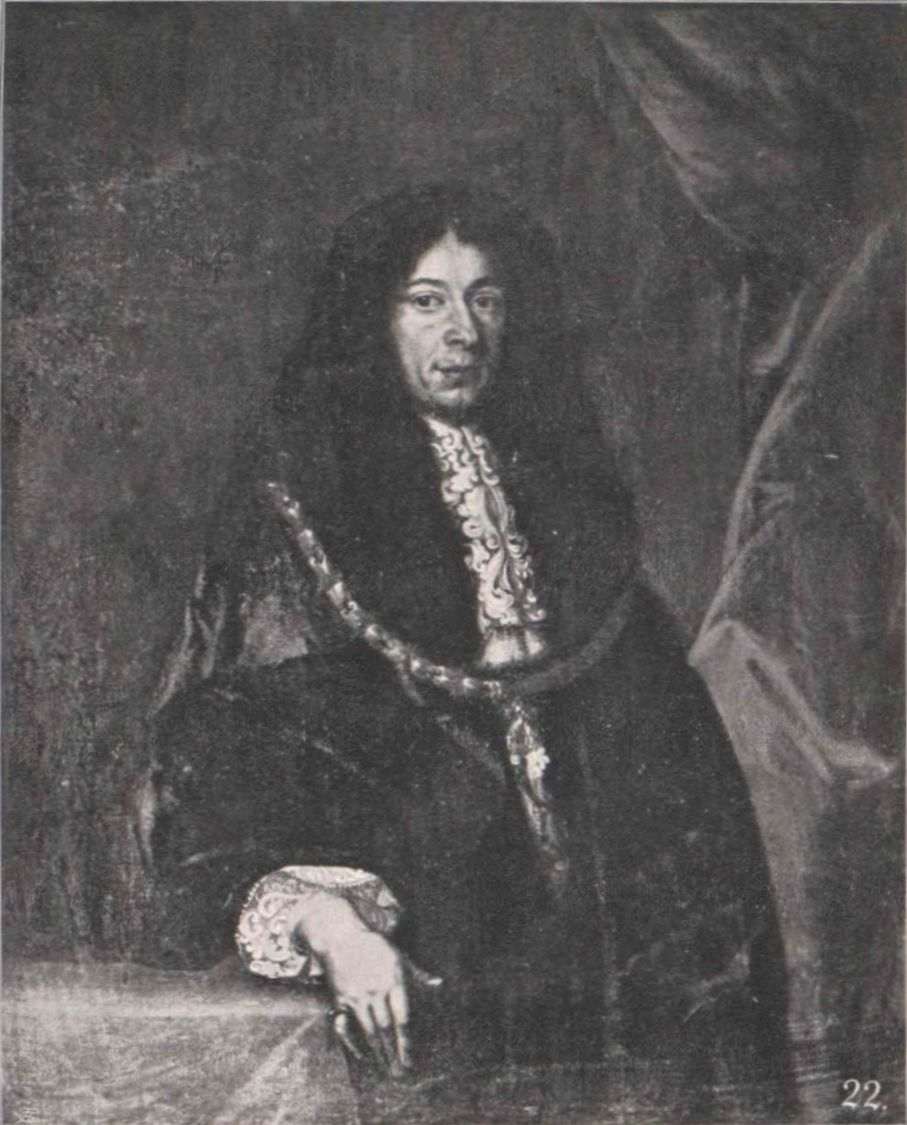
Franz Joseph von Lamberg

Císařský ministr a diplomat Jan Maxmilián z Lambergu koupil v roce 1678 panství Kunštát na Moravě, které pak předal svému třetímu synovi Kašparu Bedřichovi (1648–1686). Ten inicioval rozsáhlou barokní přestavbu kunštátského zámku, jehož dědicem se stal Karel Benedikt (1675–1721). V další generaci však Karel Leopold (1704–1739) Kunštát prodal (1733). Jeho syn Maxmilián Josef (1729–1792) pak krátce vlastnil panství Hostinné ve východních Čechách. V dějinách Lambergů bylo nevýznamnou epizodou i vlastnictví Nového Města nad Metují, které získal Antonín Lamberg (1795-1869) při složitém rozdělení dietrichsteinského dědictví. Antonín se ale nestal výhradním majitelem, byl jen administrátorem jménem několika dalších dědiců. Jeho syn Karel Raimund (1840–1931), poslanec Říšské rady, pak Nové Město prodal v roce 1908 rodině úspěšných průmyslníků Bartoňů z Dobenína.
Ve větvi Guttenberg-Stein se na Moravě usadil František Adam II. Lamberg (1730–1803), když z dědictví po vymřelém rodu Rottalů převzal panství Kvasice. Jeho syn Jan Nepomuk (1764-1828) díky sňatku s hraběnkou Ernestinou Salm-Neuburg (1771–1809) rozšířil majetek na Moravě o panství Zdounky. Zámky ve Zdounkách a Kvasicích prošly tehdy stavebními úprava v klasicistním stylu. Krátce nato ale linie Guttenberg-Stein zanikla, když se Eduard Lamberg (1799–1825) utopil v řece Moravě a předčasně zemřel i jeho syn Arnošt (1824–1850). Dědičkou Kvasic a Zdounek se stala Arnoštova sestra Marie Leopoldina (1825–19022), provdaná do rodu Thun-Hohensteinů.
Mezitím dlouhodobější domestikaci Lambergů v Čechách zajistil kardinál a pasovský biskup Jan Filip Lamberg (1651–1712), který si na cestách oblíbil krajinu v Pošumaví a v letech 1707–1710 zakoupil hrad Rabí s přidruženými statky Žihobce a Žichovice. Z tohoto získaného majetku vytvořil fideikomis, jehož dědicem se stal starší bratr František Josef I. (1637–1712). V jeho přímé linii přetrval knížecí titul jen do roku 1797 a poté přešel na potomstvo zmíněného Kašpara Bedřicha.
Od roku 1797 byl nositelem knížecího titulu Karel Evžen (1765–1831), který do Čech zajížděl zpočátku jen výjimečně. Po předčasném úmrtí čtyř dětí rozhodla Karlova manželka Friderika, rozená princezna zu Oettingen-Oettingen (1776–1831) o přesídlení ze Štýrska do západních Čech a díky tomu prošly zámky v Žihobcích a Žichovicích stavebními úpravami. Jediný přeživší syn kníže Gustav Jáchym (1812–1862) způsobil skandál, když se oženil s dívkou prostého původu, dcerou žichovického šafáře Kateřinou Hrádkovou (1824–1889). Ta byla sice povýšena do šlechtického stavu, ale jejich potomstvo nemohlo převzít knížecí titul ani majetek, obojí tak přešlo na uherskou větev.
V 19. století byly všechny rodové statky v Rakousku, Čechách a Uhrách soustředěny v potomstvu uherské větve. Posledním majitelem rozsáhlých celků zahrnujících bezmála 40 000 hektarů půdy byl c. k. generál jízdy hrabě Jindřich Lamberg (1841–1929). Po jeho smrti došlo k prodeji kmenových majetků v Rakousku (Steyr 1938, Ottenstein 1939). V roce 1945 přešel do vlastnictví československého státu majetek v Pošumaví, který tehdy vlastnily dcery Kuniberta Lamberga (1866–1930). Na konci druhé světové války byl sovětskou armádou poničen i zámek Mór, který byl později opraven a pod názvem Lamberg-kastély patří k turistickým cílům v současném Maďarsku.
Rod Lambergů existuje již jen v potomstvu knížete Gustava Jáchyma z jeho morganatického manželství s Kateřinou Hrádkovou. V Čechách žijící rodina Lamberků z hraběcího rodu nepochází. Členové knížecí linie mají hrobku v kapli svatého Erazima na hřbitově v Nezamyslicích poblíž Žichovic. Jméno rodu připomíná na jižní Moravě také chátrající barokní zámek Lamberk, který byl koncem 17. století postaven na kunštátském panství.

## Významné osobnosti rodu
- Karel (1563–1612), arcibiskup v Praze a 26. velmistr řádu křižovníků s červenou hvězdou
- Jan Maxmilián (1608–1682), diplomat a císařský císařský nejvyšší hofmistr
- František Josef (1637–1712), diplomat, zemský hejtman v Horním Rakousku
- Jan Filip (1651–1712), kardinál a biskup v Pasově
- Leopold Josef (1654–1706), diplomat, císařský velvyslanec ve Vatikánu
- Leopold Matyáš (1667–1711), císařský nejvyšší štolba, 1707 povýšen na knížete
- Josef Dominik (1680–1761), kardinál a biskup v Pasově
- Jan Ferdinand (1689–1764), armádní důstojník a císařský dvorní a komorní hudební ředitel
- František Alois z Lambergu (1692–1732), světící biskup v Pasově a generální vikář v Dolním Rakousku
- František Filip (1791–1848), rakouský generál
- František Emerich (1832–1901), člen rakouské Panské sněmovny
- Hugo Raimund (1833–1884), rakouský politik
- Karel Raimund (1840–1931), rakouský politik a velkostatkář v Čechách
- Jindřich (1841–1929), rakousko-uherský generál, člen rakouské Panské sněmovny

## Přehled majetku Lambergů v Čechách a na Moravě
- Hostinné (1750–1758)
- Kunštát (1678–1733)
- Kvasice (1763–1902)
- Nové Město nad Metují (1858–1908)
- Rabí (1708–1920)
- Zdounky (1806–1889)
- Žihobce (1710–1945)
- Žichovice (1707–1945)